# Путиловець (Ленінградська область)
Путиловець (рос. Путиловец) — присілок у Лодєйнопольському районі Ленінградської області Російської Федерації.
Населення становить 2 особи. Належить до муніципального утворення Альоховщинське сільське поселення.

## Історія
Згідно із законом від 20 вересня 2004 року № 63-оз належить до муніципального утворення Альоховщинське сільське поселення.

## Населення
| 1997 | 2007 | 2010 | 2014 | 2015 | 2016 |
| ---- | ---- | ---- | ---- | ---- | ---- |
| 10   | ↘5   | →5   | ↘3   | ↘2   | →2   |